# ستون (پایگاه داده)

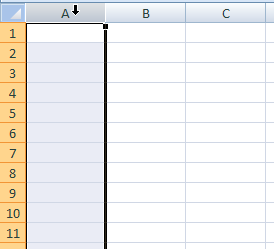
ستون (پایگاه داده)

در یک پایگاه داده رابطه‌ای ستون (انگلیسی: Column) مجموعه ای از مقادیر داده از یک نوع داده ساده می‌باشد که برای هر ردیف جدول یک مقدار دارد. یک ستون ممکن است شامل مقادیر متنی، عددی یا حتی اشاره گری به فایل‌ها در سیستم عامل باشد. برخی سیستم‌های پایگاه داده رابطه ای اجازه ذخیره‌سازی انواع داده پیچیده‌تر را در ستون‌ها می‌دهند. اسناد، تصاویر یا حتی کلیپ‌های ویدئویی نمونه‌هایی از این انواع هستند. یک ستون می‌تواند صفت نیز خوانده شود.